# Distrito de Ñürüm
Nürüm es un distrito panameño de la comarca indígena Ngäbe-Buglé.  Su cabecera es el pueblo de Buenos Aires. Cuenta con una superficie de 577,50 km² y una población de 13,172 habitantes según el censo del año 2010.

## Descripción
El distrito Ñürüm se creó a partir de la Ley 10 de marzo de 1997. Junto al distrito de Müna, forma parte de la región de Kodriri en la comarca Ngäbe-Buglé.

## División política
El distrito de Ñürun está conformado por los corregimientos de:
- Buenos Aires
- Agua de Salud
- Alto de Jesús (Ngöbö Kiabti)
- Cerro Pelado
- El Bale
- El Paredón
- El Piro
- Guayabito
- Güibale
- El Peñón
- El Piro N°2 (Muakwata Kubu)